# 掛單
掛單，佛教和道教術語，指出家眾或道士於十方叢林或寺院投宿；單，指僧堂裡的名單；行腳僧把自己的衣缽掛在名單之下，或衣單（背家，袈裟和度牒）放入迎賓房，故稱掛單。行腳僧或居士出遠門無地方居住或急需幫助時時，通常會借住其他寺院，寺院通常本著慈悲心和方便心會接受。通常分為海單、水火單、三日單、一宿兩夕和趕齋，例如：靈巖山寺、中臺禪寺、佛光山……，掛單通常需要先報明時間，說明事由，人數等。作息按寺方規定，有事可請教知客法師。道教掛單比較嚴格須準備棕蒲團、便鏟、緣瓢、引磬(手持)，並且衣、髮、冠、巾、袍、襪、履都有嚴格規定。